# Tarmvred
Tarmvred — музыкальный проект из Гётеборга, Швеция. Организован Йонассоном Йохансоном.
TARMVRED (Выворот кишок) берет свои истоки в 2000-м году с предложенного слушателям демонстрационного диска «Ileus», в программу которого вошли инновационные вариации клубного техно.
Творческая работа представила взыскательной публике достойный материал, и проект снискал себе славу новоявленной звезды в пределах электро-экспериментальной сцены.

## История
Йоханссон начал свой путь в музыке с ремиксов на треки Skinny Puppy, разместив их в интернете под именем Triptamine в 1998.
В 2001 Йонас закончил запись альбома Ileus, который он выпустил под именем Tarmvred. В этот альбом входили ремиксы от Hedberg (Digidroid). В то же время, Йоханссон вместе с Nicolas Chevreux, который пригласил его петь на новом лейбле Chevreux, создали Ad Noiseam. В 2003 году Йоханссон в сотрудничестве с Йонасом Хедбергом записал EP под названием «Viva 6581», отличительной особенностью которого было использование звуков, сгенерированных MOS6581 — звукогенератором, использовавшимся в Commodore 64 и некоторых других ПК середины 1980-х гг.
Tarmvred писались на немецком лейбле Ad Noiseam label. Их последний релиз — виниловый мини-альбом (EP), Tintorama, был выпущен на Low Res Records, Детройт, Мичиган.

## Дискография
- Ileus (self-released, 2001)
- Onomatopoeic (Ad Noiseam, 2001)
- Subfusc (Ad Noiseam, 2001)
- Viva 6581 (Ad Noiseam, 2003)
- Tintorama EP (Low Res, 2005)

## Компиляции
- Panacea Shares Needles With Tarmvred (компиляция с Panacea и Needle Sharing ремиксы — Ad Noiseam, 2002)
- Tarmvred and Iszoloscope Do America (компиляция с Iszoloscope — Ad Noiseam, 2003)
- Proven In Action (компиляция из First Aid Recordings, 2003)
- Zombie Commandos From Hell: Sonic Assault (компиляция из Optikon Records and Geska Records)
- Wilt / Tarmvred T.B.A. (анонсировано Ad Noiseam, релиза нет)
- Krach Test (компиляция из Ad Noiseam, 2001)
- Hybrid Components (Component Records)
- Subsnow 02-02
- ElectriXmas 2003 (2003)
- Colliding Frequencies 2
- Maschinenfest 2002 Festival Edition
- Dark Pathways — Volume 1 (Crunchpod Media)
- Don’t Touch My Car!! (Mile 329 Org)
- This Is What We Do!!! (Mile 329 Org)

## Ремиксы
- Curtis Chip — Eating Paste
- Cdatakill — Paradise
- Antigen Shift — Implicit Structures
- Snowpiercer — The Day I Died
- Snowpiercer — Speeded Up